# 豚インフルエンザ
豚インフルエンザ（ぶたインフルエンザ、swine influenza, swine flu, hog flu, pig flu）とは、豚に感染するインフルエンザウイルスを指す。豚由来インフルエンザ（swine-origin influenza virus, S-OIV）とも表記される。また、豚インフル、豚フルとも略称される。
豚由来のインフルエンザウイルスがヒトに感染して新型インフルエンザウイルスとなり、2009年に世界的な流行が発生した。詳細は2009年新型インフルエンザの世界的流行を参照。

## ウイルスの種類
ウイルスの種類は、オルトミクソウイルス科のC型インフルエンザウイルス（属）、およびA型インフルエンザウイルス（属） H1N1、H1N2、H2N1、H3N1、H3N2、H2N3などが確認されている。
初めて確認されたのは、2009年のメキシコであり、3種類の様々なウイルスが交配されたものによるとされている。遺伝子の6つがN1N2型インフルエンザと類似しており、これは2000年ごろに豚の間で広まったものである。
このインフルエンザウイルスは、国立感染症研究所「病原体等安全管理規定」によりバイオハザードレベル3（個体に対する高い危険度、地域社会に対する低危険度）に分類される生物災害（人間と自然環境に重大な危険をもたらすような生態異変）の原因となりうるウイルスである[要出典医学]。

## 豚に感染した場合

豚の場合の症状

ブタはヒト、トリのA型インフルエンザウイルスに容易に感染する。鳥インフルエンザも参照。
発症ブタは元気消失、食欲不振、発熱などの一般症状と鼻汁、発作性の咳、呼吸促拍などの呼吸器症状を示す。病理所見として呼吸器粘膜上皮のカタル性炎症、咽頭粘膜の充血、気管支や気管内の粘液貯留、無気肺、間質性肺炎、肺気腫などが認められる。ウイルスの分離は鼻汁拭い液、気管や肺病変部を発育鶏卵の羊膜腔内あるいは尿膜腔内接種して行う。特異的な治療法はないため、対症療法を行う。一般に予後は良好であり死亡率は1%以下であるが、肺炎に進行すると予後は悪く幼若ブタでは致死的となる。
日本においてブタの間で流行しているA型インフルエンザウイルスの主要な亜型はH1N1とH3N2の2亜型であり、この2亜型に対する不活化ワクチンが開発されている。異なる亜型の豚インフルエンザウイルス株が同時に同一細胞に感染した場合には、遺伝子再集合によって新型インフルエンザウイルスが出現する可能性がある（抗原不連続変異）。

## 人への感染例

### 1976年
豚インフルエンザが人へ感染した最初の発見例は、1976年2月にニュージャージー州フォートディクスのアメリカ陸軍訓練基地（Fort Dix）で死亡した19歳の二等兵の検死によるものである。同基地内で発病が疑われたのは数人だったが、500人以上が感染していることが分かった。事態を重く見た保健衛生当局の勧告に従い、フォード大統領は同年10月に全国的な予防接種プログラムを開始した。
結局、この時の感染は基地内にとどまって、外部での流行は無く（感染自体による）死者は兵士1人だった。
約4000万人が予防接種を受けたが、予防接種の副作用で500人以上がギラン・バレー症候群を発症し、30人以上が死亡したため、12月16日にプログラムは中止された[要出典医学]。ワクチンが原因でギラン・バレー症候群となってしまったのは565件ともされ、30人の高齢者が予防接種を受けてから数時間以内に「説明不可能な死」を遂げていたという。

### 2009年
2009年には、インフルエンザウイルスA(H1N1)pdm09が流行した。